# Baby Lasagna
Marko Purišić (Umago, Croácia; 5 de Julho de 1995), conhecido profissionalmente como Baby Lasagna, é um cantor, compositor e produtor musical croata. Representou a Croácia no Festival Eurovisão da Canção de 2024 com a canção «Rim Tim Tagi Dim».

## Carreira
De 2011 a 2016 e de 2018 a 2022, Marko Purišić actuou como guitarrista dos Manntra, uma banda de rock croata. Enquanto ainda era membro da banda, participou no Dora de 2019, a seleção nacional da Croácia para o festival da Eurovisão, garantindo a quarta posição com a música «In the Shadows» com um total de 12 pontos. Tempo depois, ele deixou a banda e começou uma carreira a solo em 2023. A 21 de Outubro de 2023, Marko lançou seu single de estreia intitulado «IG Boi» sob o pseudónimo de «Baby Lasagna» através de Molly Studios. Dois meses depois, em dezembro de 2023, seu segundo single «Don't Hate Yourself, But Don't Love Yourself too Much» foi lançado.
Marko Purišić conta que inventou o seu nome artístico num momento eureka enquanto estava à procura de um supermercado para comprar uma água e tomar um comprimido para a dor de cabeça. Marko cita a banda alemã Rammstein como a sua principal influência musical.
O cantor estava entre os participantes de Dora 2024, a seleção croata para o Festival Eurovisão da Canção de 2024, com a música «Rim Tim Tagi Dim»; ele avançou para final do concurso a 23 de Fevereiro de 2024 e sagrou-se vencedor da final a 25 de Fevereiro. A música estreou no número 24 no «HR Top 40», tornando-se a primeira entrada de Marko nos rankings de música nacional.

### Estilo musical e composição de canções
A música do Baby Lasagna tem sido descrita como uma mistura de pop punk, techno, metal e house. O estilo musical de Marko gira em torno da narração de histórias autobiográficas e mergulha nas suas experiências pessoais, ao mesmo tempo que aborda questões sociais mais amplas, particularmente as que afectam a sua terra natal. Exemplos dignos de nota incluem a canção "«Rim Tim Tagi Dim»", que faz referência aos jovens croatas que têm de emigrar para arranjar um futuro melhor no estrangeiro.

## Outros projectos
Em 2022, Marko desempenhou um papel significativo na co-escrita de várias faixas para o 12.º álbum de estúdio dos Mono Inc., intitulado «Ravenblack.» e contribuiu para o sucesso do álbum ao atingir o primeiro lugar na Alemanha, a marcar o álbum de maior sucesso da banda até hoje. Muitas das canções escritas por Marko foram seleccionadas como singles, entre as quais: «Princess of the Night», «Empire», «Heartbeat of the Dead», «Lieb mich» e «At the End of the Rainbow».

## Discografia

### Álbum em estúdio
- 2024 – Demons & Mosquitos

### Singles
- 2023 – IG Boy
- 2023 – Don't Hate Yourself, But Don't Love Yourself too Much
- 2024 – Rim Tim Tagi Dim